# Peter Anson
Pour les articles homonymes, voir Anson.
Peter Anson, né Frederick Charles Anson le 22 août 1889 à Southsea (Hampshire) et mort le 10 juillet 1975 à Édimbourg (Écosse), est un religieux, historien et dessinateur et peintre de marine britannique, essentiellement actif en Écosse. Il est l'auteur de nombreuses œuvres picturales et ouvrages documentaires sur la vie religieuse, l'architecture chrétienne et le monde de la pêche. D'abord moine bénédictin anglican (en) puis converti au catholicisme, il est fait chevalier de l'ordre de Saint-Grégoire-le-Grand par le pape Paul VI pour son œuvre historiographique en 1966.

## Biographie

### Jeunesse et études
Né à Southsea le 22 août 1889, Frederick Charles Anson est le fils aîné du contre-amiral Charles Eustace Anson (1858-1940) et de sa femme Maria Evelyn née Ross (1863-1904). La famille de son père est réputée au sein de l'Église d'Angleterre et entretient des liens rapprochés avec la monarchie britannique. Son arrière-grand-père Hercules Ross (en) est un ami de longue date du vice-amiral Horatio Nelson.
Anson est scolarisé à Wixenford School (en) jusqu'à l'âge de quatorze ans. Lors de ses vacances à Sheringham (Norfolk) et sur les côtes du Yorkshire, il développe une passion pour la pêche. Mais durant sa jeunesse, il s'intéresse également au dessin, à la vie religieuse et aux rites ecclésiastiques. Il étudie à l'Architectural Association School of Architecture de Londres de 1908 à 1910.

### Vie religieuse et dessin
Ordonné moine bénédictin anglican (en) en 1910 sous le nom de Richard, Anson se convertit au catholicisme le 5 mars 1913, imitant ainsi les moines bénédictins anglicans de l'île de Caldey au pays de Galles dirigés par Aelred Carlyle (en). Ce n'est qu'en septembre 1920 qu'il embarque pour la première fois sur un bateau de pêche, avant d'embarquer sur un chalutier à vapeur en novembre de la même année. En raison de problèmes de santé, il rejoint le monastère de Fort Augustus avant de s'installer en Écosse en 1921. Durant cette période, il voyage le long de la côte du Moray Firth entre Nairn et Lossiemouth pour y rencontrer des pêcheurs et reproduire leurs bateaux en dessin.
Le 4 octobre 1920, en tant que laïc, il co-fonde l'Apostolat de la Mer avec Arthur Gannon et le prêtre jésuite Daniel Shields. Il en est le secrétaire-organisateur, mais il démissionne plus tard de l'organisme pour des raisons de santé. Il est admis au sein du Tiers-Ordre franciscain en 1922, adoptant le nom de Peter (« Pierre »). Dans les années 1930, il devient membre fondateur de la Society of Marine Artists,.

### Écriture
En 1927, Anson renonce à la vie monastique pour se consacrer entièrement à l'écriture. Il publie alors son premier ouvrage intitulé The Pilgrim’s Guide to Franciscan Italy (« Le guide du pèlerin en Italie franciscaine ». Il rédige au total 36 ouvrages portant principalement sur la vie religieuse, qu'il illustre pour la plupart avec ses propres dessins. Il publie une biographie d'Aelred Carlyle en 1958, deux ans avant la parution d'une de ses œuvres les plus importantes, Fashions in Church Furnishings 1840-1940. En 1936, il s'installe dans le nord-est de l'Écosse, pays d'origine de sa mère. Il réside de 1937 à 1957 à Macduff dans le Banffshire, et participe aux premières mouvances du nationalisme écossais. Il se familiarise notamment avec les écrivains Neil M. Gunn (en) et Compton Mackenzie.
En 1966, le pape Paul VI le fait chevalier de l'ordre de Saint-Grégoire-le-Grand pour ses travaux sur l'histoire de l'Église. L'année suivante, il devient le premier conservateur du Scottish Fisheries Museum (en) à Anstruther dans le Fife, mais il démissionne de ce poste au mois de janvier suivant.

### Fin de vie et mort
Après un nouveau séjour sur l'île de Caldey, Anson rejoint l'abbaye Sancta-Maria de Nunraw, dans l'East Lothian, dans le sud de l'Écosse. Il passe ses dernières années avec le statut d'oblat de chœur cistercien réformé et poursuit le dessin jusqu'à ses 84 ans, réalisant notamment un « panorama » sur l'industrie de la pêche en Écosse durant cinq années. Il peint également des scènes de pêche écossaises de 1969 à 1973, principalement à partir de photographies, mais aussi à partir des dessins qu'il a réalisés dans les années 1920. En 1973, il fait don de 400 de ses aquarelles au Buckie Maritime Museum, situé sur la côte du Moray Firth.
Peter Anson meurt le 10 juillet 1975 et est inhumé à Nunraw.

## Distinctions
- Chevalier de l'ordre de Saint-Grégoire-le-Grand

## Œuvres conservées
Les droits d'auteur de l'intégralité des œuvres d'Anson ont été remis à l'abbé de Sancta-Maria de Nunraw.
Le Buckie Maritime Museum possède aujourd'hui une galerie entière dédiée à Peter Anson, où sont exposées les quelque 400 aquarelles dont celui-ci a fait don en 1973. En 1979, l'abbé de Nunraw prête une collection de 430 œuvres d'Anson au conseil de district du Moray (en) ; celles-ci représentent notamment des monastères et des scènes de pêche. Le conseil du Moray conserve également la bibliothèque d'Anson, remplie d'ouvrages sur la pêche et la foi chrétienne, ainsi que les lettres et les journaux intimes d'Anson.
En outre, plusieurs œuvres d'Anson sont conservées au National Maritime Museum de Londres.

## Ouvrages (sélection)
- The Catholic Church in Modern Scotland, 1560–1937, Londres, Burns, Oates & Washbourne, 1937 (LCCN 38023161)
- The Benedictines of Caldey : The Story of the Anglican Benedictines of Caldey and Their Submission to the Catholic Church, with illustrations by the author, Londres, Burns, Oates & Washbourne, 1940 (LCCN 40030835)
- Fishermen And Fishing Ways, Londres, Harrap, 1932
- The Call of the Cloister : Religious Communities and Kindred Bodies in the Anglican Communion, Londres, Society for Promoting Christian Knowledge, 1956 (LCCN 56000287)
- Abbot Extraordinary : A Memoir of Aelred Carlyle, Monk and Missionary, 1874–1955, Londres, Faith Press, 1958 (LCCN 59017231)
- Fashions in Church Furnishings, 1840–1940, Londres, Faith Press, 1960 (LCCN 60003044)
- Bishops at Large, Londres, Faber and Faber, 1964 (LCCN 65005071)
- A Pilgrim Artist in Palestine, Londres, Alexander-Ouseley, nd (LCCN 32028915)
- Autobiographie : Life on Low Shore : Memories of Twenty Years Among Fisher Folk at Macduff, Banffshire, 1938 - 1958, Banffshire Journal Ltd., 1969, 152 p. (ISBN 0-9500264-1-7)

## Crédit d'auteurs
- (en) Cet article est partiellement ou en totalité issu de l’article de Wikipédia en anglais intitulé « Peter Anson » (voir la liste des auteurs).